# Honesty
〈Honesty〉는 미국 가수인 빌리 조엘이 직접 작사하고 노래한 곡이다. 컬럼비아 레코드에서 1979년 발표한 곡으로 그의 여섯 번째 정규 앨범 《52nd Street》 (1978년)의 세 번째 싱글에 있는 노래이다. "Honesty"는 빌리 조엘이 전적으로 작사하였고, 필 라몬에 의해 생산 및 처리되었다. 노래에 포함되어 있지 않은 모든 조엘의 미국-출시 컴파일 패키지 그러나 그것은 네덜란드어와 일본어 버전의 가장 유명한 앨범 Volume2, 의 "Don't Ask Me Why"(1Qqqqq)를 대체하는 데에 나타난다. "Honesty"은 부끄러움이 부족해져가는 세태에 대해 이야기하는 피아노 발라드 곡이다.
음악적인 측면에서 이 곡은 비평가들에게 일반적으로 가사와 피아노 연주에 대해 호평을 받는다. "Honesty"는 정점에 있을 때 미국빌보드 핫 100 에서 24위에 오르고, 앨범 역시 미국 앨범 순위 중 상위 40위를 기록했다. 이 노래는 또한 일본의 기록 상 벨소리 다운로드 판매에 대하여 가장 높은 수치인 100,000 단위를 기록하기도 했다. 빌리 조엘은 이 노래를 여러 번 엘튼 존과 라이브로 불렀으며, 나중에는 브라이언 아담스와도 같이 불렀다. "Honesty"는 다양한 예술가들에 의해 리메이크 되곤 했는데, 특히 미국의 R&B 가수인 비욘세의 것이 가장 유명하다.

## 곡에 참여한 사람들
- 빌리 조엘 - 작사, 작곡, 보컬, 피아노
- 필 라몬 - 프로듀싱
- 리버티 드비토 - 드럼
- 도그 스테그메이어 - 기타베이스
- 데이빗 스피노자 - 어쿠스틱 기타
- 로버트 프리먼 - 호른과 현악기 중주 담당

## 인증
| 국가                                       | 인증 |
| ------------------------------------------ | ---- |
| 일본 (RIAJ) CD Single                      | 골드 |
| 일본 (RIAJ) Digital format: Chaku Uta Full | 골드 |
| 프랑스 (SNEP)                              | 골드 |